# Lámbena
Lámbena, en grec moderne : Λάμπαινα, est un village du dème de Messini, district régional de Messénie, en Grèce.
Selon le recensement de 2011, la population du village s'élève à 168 habitants.